# Gesù Bambino a Sacco Pastore
Gesù Bambino a Sacco Pastore é uma igreja de Roma localizada na Via Campi Flegrei, 40, no quartiere Monte Sacro. É dedicada ao Menino Jesus.

## História
Esta paróquia foi instituída em 1957 recortando o território de Santi Angeli Custodi. A igreja propriamente dita foi projetada por Tullio Rossi, mas as obras foram abandonadas em 1959 com apenas a cripta pronta. E assim mesmo ela passou a servir como igreja paroquial desde então.
O papa São João Paulo II a visitou em 9 de fevereiro de 1998.

## Descrição

### Exterior
Rossi claramente pretendia construir uma grande igreja basilical, com a cripta sob a nave central e o presbitério, mas nada disso ocorreu.
A moderna "igreja-cripta" não fica no subsolo e sim numa cavidade escavada, o que significa que o teto está no nível da rua, sem nenhuma presença arquitetônica a partir da rua. A planta se apresenta como uma nave única seguida de um presbitério trapezoidal com uma rasa abside retangular. Há quatro espaços laterais, também retangulares, dois partindo da frente da nave e outros dois no início do presbitério.
As paredes laterais são de concreto e tijolos e o teto é plano. Uma grande lanterna no formato de uma cruz maltesa fica sobre a nave e uma fileira de pequenas aberturas quadradas iluminam o santuário. 
A fachada é ocupada pelos escritórios da paróquia, construídos em tijolinhos vermelhos. Finos e em estilo antigo, presumivelmente eles seriam utilizados para a basílica proposta para preencher as paredes. A entrada fica numa pequena praça na esquina da Via Campi Flegrei e Via Val di Fiemme. Uma imagem do Menino Jesus fica num nicho à direita da porta, que não conta que nenhuma outra decoração.
Do outro lado, a verdadeira entrada da igreja está marcada por um arco de grades metal com o nome da paróquia.

### Interior
O teto é suportado por grossas vigas cujos ângulos inferiores se inclinam para baixo antes de encostarem nas paredes laterais, o que significa que o teto é muito mais forte do que precisaria ser. Obviamente, o objetivo original era sustentar o piso da igreja acima.